# 구르미 그린 달빛 (드라마)
《구르미 그린 달빛》은 2016년 8월 22일부터 2016년 10월 18일까지 방영된 KBS 2TV 월화 미니시리즈이다.
본 작품의 제목으로 사용된 '구르미 그린 달빛'에서 구름은 ‘백성’을, 달빛은 ‘군주’를 뜻하며, ‘백성의 뜻으로 그려낸 군주’라는 의미를 가지고 있다. 이 드라마는 KBS에서 《성균관 스캔들》(2010년 하반기 방영작) 이후 오랜만에 선보이는 청춘 사극으로 네이버를 통해서 연재된 소설가 윤이수가 집필한 동명의 웹소설을 극화한 로코 드라마로서, 2013년 10월 4일부터 누적 조회수가 약 5,000만 건 이상을 기록했을 정도로, 온라인상의 인기에 이어 현재 5권으로 구성된 장편 소설책으로도 발행되었다.
또한, 이 드라마는 한폭의 수채화를 보는 듯 서정적이고 청량감 있는 아름다운 영상미와 주조연 배우들의 열연으로 23.3%의 압도적인 시청률을 기록, 2016년 하반기 최고 화제작으로 떠오르며, 시청자들에게 큰 호평을 얻었고, KBS의 월화극이 지난 2004년과 2013년에 방영한 《미안하다, 사랑한다》와 《굿 닥터》를 제치고 20% 내외의 압도적인 시청률을 기록한 역대 최대 기록이다.
드라마 종영 이후, 캐릭터 분석과 배우 및 스텝들의 인터뷰, 촬영장 비하인드 스토리 등을 담은 ‘구르미 그린 달빛 별전’을 추가 편성하여, 2017년 10월 1일부터 10월 9일까지 장장 9일간, 추석 특선 앙코르 특집으로 재방송되었다.
한편, 이경영이 캐스팅 물망에 올랐으나 불미스러운 일로 KBS·EBS 출연정지 명단에 올라 있어서 좌절됐다.

## 원작
《'구르미 그린 달빛'》(Moonlight Drawn by Clouds) 은 윤이수가 지은 조선시대의 역사적 배경 위에 써 내려간 로맨스소설이다. 이 책은 네이버를 통해 총 131회에 걸쳐 연재되어 2013년 4일부터 누적 조회수가 약 5000만 건 이상을 기록하는 등 온라인상에서 뜨거운 인기를 누린 웹소설을 책으로 제작하면서, 전 5권으로 발행하였다. 2015년 3월에는 전 다섯권 가운데 1권과 2권이 앞서 출간되었고, 나머지 세권은 2015년 5월 출간되었다.
이후 이 책을 원작으로 한 해당 드라마가 극화되었다. 드라마 인기에 힘입어 원작 소설의 판매량도 급증하였다. 2016년 9월 20일 기준 누적판매량 20만부를 돌파하였는데, 이는 2015년 3월 첫 출판 이후 18개월만으로 역대 궁중로맨스 소설 원작과 비교하면 정은궐의 ‘해를 품은 달’ 이후 최고치 판매량이다.

## 줄거리
19세기 조선을 배경으로 병약한 아버지를 대신해 대리청정을 하며 조선의 부활을 꿈꾸던 천재군주와 마성의 꽃선비, 호위무사, 그리고 엉겁결에 환관이 되어 그들의 벗으로, 연인으로, 그리고 역적의 딸로 운명을 함께한 남장여자 라온 등의 이야기를 다룬 궁중 로맨스 드라마.

## 등장인물
이 드라마는 사건과 인물을 가공으로 재구성한 것이며, 역사적 사실과 다르다.

### 주요 인물

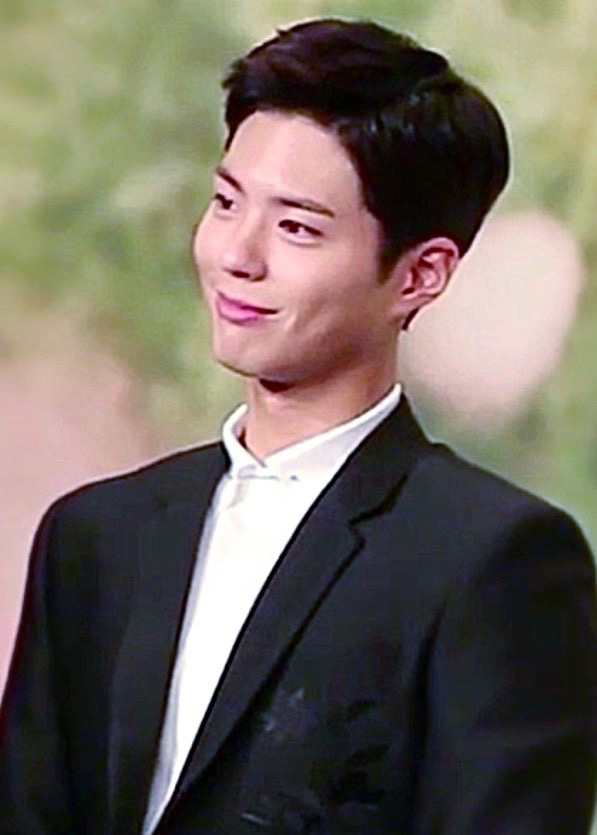
2016년 8월, 제작발표회에서의 박보검

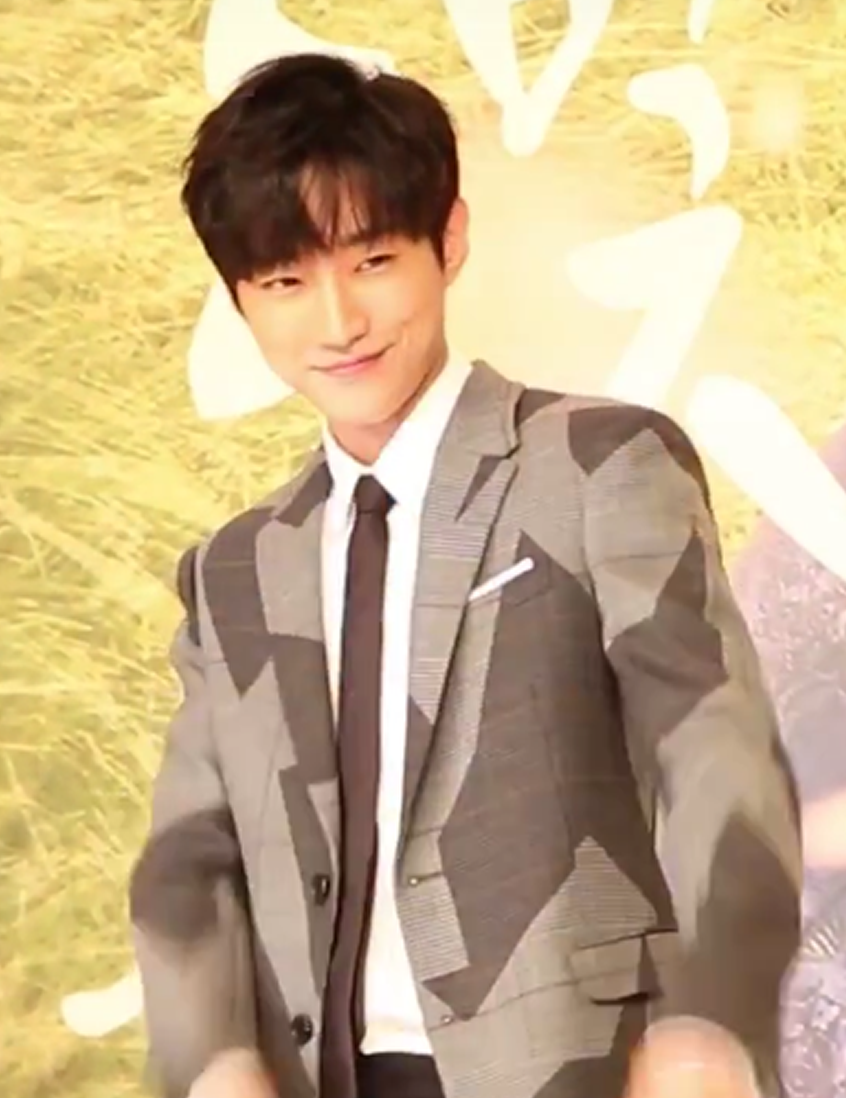
2016년 8월, 제작발표회에서 진영

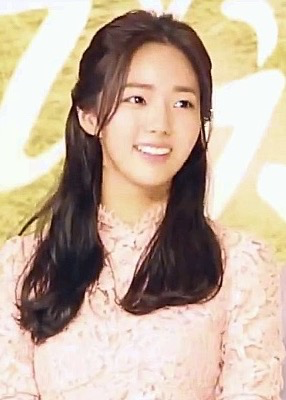
2016년 8월, 제작발표회에서 채수빈

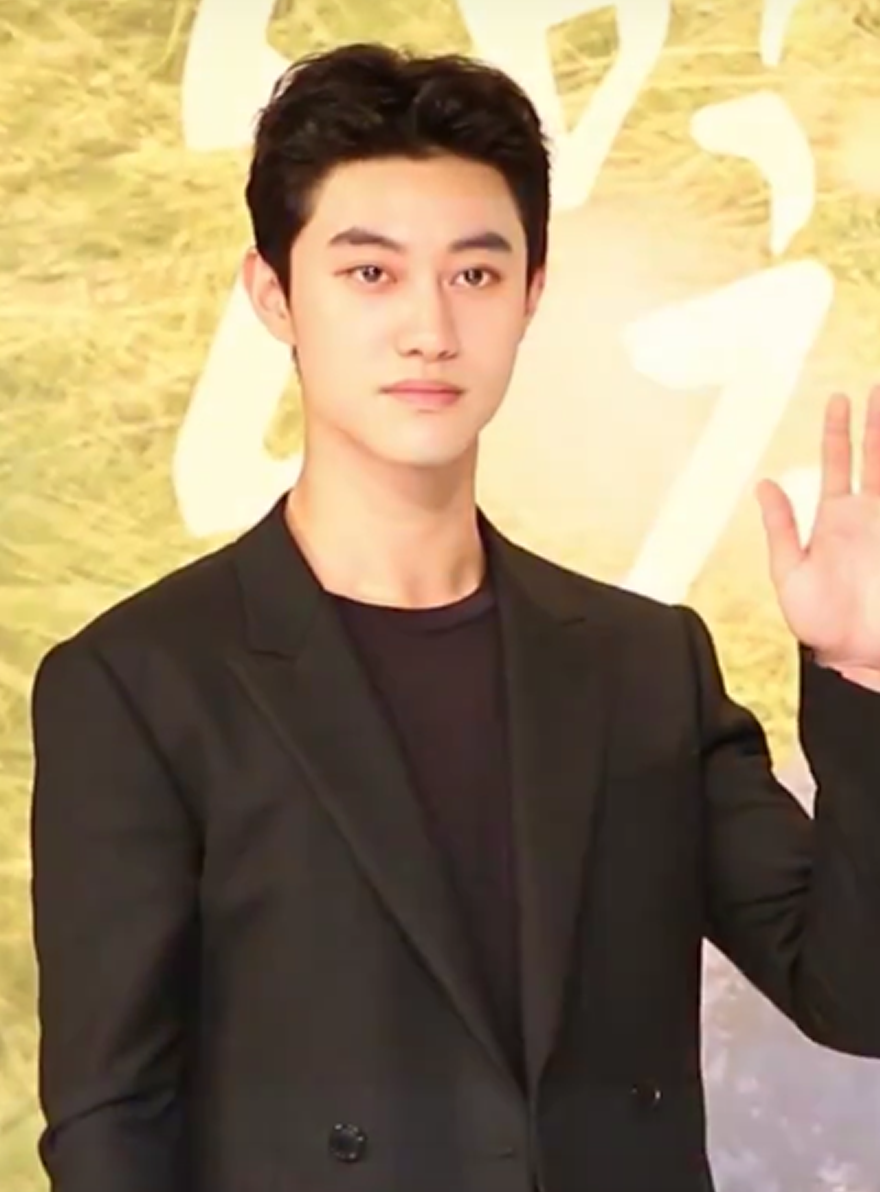
2016년 8월, 제작발표회에서 곽동연

- 박보검: 이영 역(아역: 정윤석)

19세. 총명하고 아름다운 왕세자! 쇠락해가는 조선의 마지막 희망!.....였었더랬다. 분명. 몇 년 전까지는. 어려서부터 학문을 즐거이 여겼고, 호기심이 많아 위험한 일에 몸을 쓰는 것을 두려워하지 않으며, 어린 나인의 볼멘소리까지 경청할 정도의 겸손함을 지닌 준비 된 왕이나 다름없었는데... 그가 변했다. 언제부턴가. 내시들 사이 기피부서 1순위가 되어버린 동궁전, 아니 일명 ‘똥궁전’ 의관은 헐렁이요, 행실은 덜렁이요, 학문은 설렁설렁. 세자를 제대로 보필하지 못한다는 주상전하의 불호령과 어디로 튈지 알 수 없는 그의 성정을 견뎌내느라 동궁전 내관들은 오늘도 과로와 감봉의 설움을 견디며 고군분투중이다. 그러나 아무도 몰랐다. 왕세자라는 왕관의 무게를 버겁게 견뎌오던 그도, 사실 기댈 수 있는 아버지가 필요한 19살의 소년이라는 사실을. 또한 끊임없이 왕과 세자를 견제하는 외척세력의 눈을 피해 은밀하게 자신과 조선의 미래를 준비해 오던 젊은 군주 라는 사실을. 한편 열아홉 뜨거운 청춘인 영의 가슴이 전혀 계획에도 없었고 재능도 없는 난제에 턱 부딪히게 되니... 그, 삼놈이라는 이름의 내관! 명은을 희롱한 건방진 사기꾼 놈을 응징코자 마음먹고 옆에 두었을 뿐인데, 점점 그의 농담이 영을 웃게 하고 그의 허무맹랑한 이야기가 괜히 위로가 되어 마음 한 구석을 찌른다. 구박하고, 괴롭히고, 면박을 줘도 지지 않고 씩씩한 녀석이 귀엽고 함께 있을 때면, 세자도 뭣도 아닌 그냥 사람으로, 즐거워진다. 하지만 함께 있는 시간이 즐거운 만큼 고민 역시 깊어진다. 내가, 이영이, 이 나라의 왕세자가, 같은 사내를... 그것도 내시를..! 사랑하게 되다니!

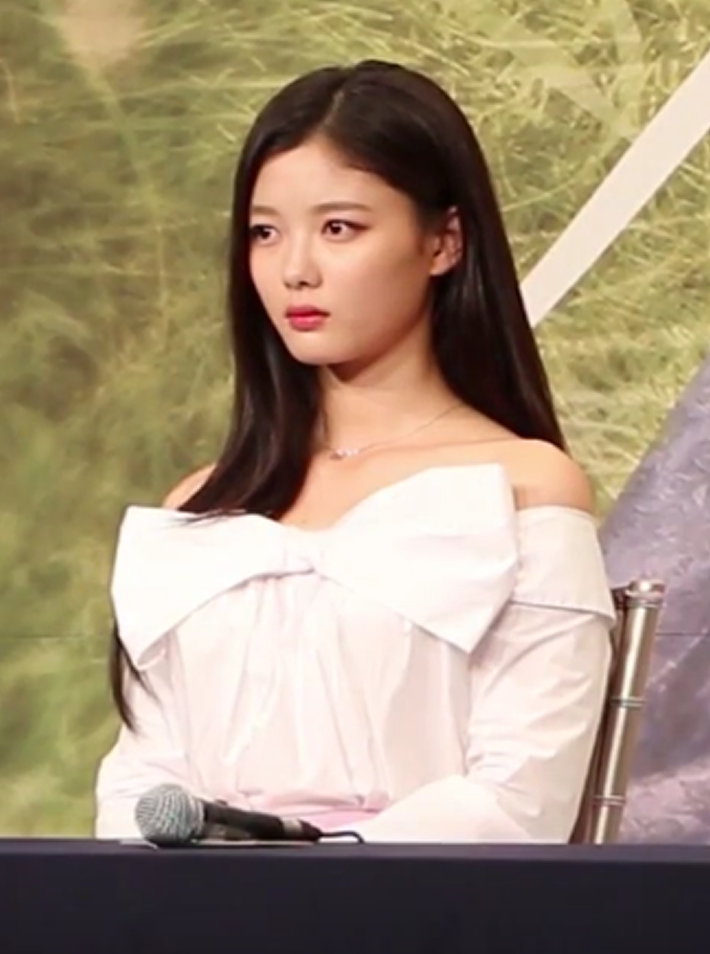
2016년 8월, 제작발표회에서 김유정

- 김유정: 홍라온(홍삼놈) 역(아역: 김지영)

18세. 조선 최초 연애전문 카운슬러, 조선 유일의 남장여자 내시!....가 되기까지 라온은 외로워도 슬퍼도, 울 시간이 없었다. 정직하게 살자니, 먹을 것이 없었다. 부모도 없고, 돈도 없고, 당연히 집도 없었다. 언제인지 기억나지도 않을 옛날부터 그녀는 사내로 살아야했다. 상투틀고 바지저고리 입고 그렇게 살다보니 그녀는 홍라온이 아닌 운종가 유명인사 ‘홍삼놈’이 되어있었다. 논어 맹자는 몰라도 연서(戀書) 하나는 기가 막히게 쓴다. 사람의 마음을 읽는 데는 도가 터 어긋난 남녀의 연심에는 라온이 오작교요, 운종가 서책방에서는 그녀가 쓴 연애비법서 <우리가 몰랐던 조선 연애사>, <화성에서 온 사내, 군산에서 온 여인>이 불티나게 팔려 나갔다. 그렇게 돈을 벌어 아픈 남사당패 양아버지 꼭두쇠의 비싼 약값과 고리대금을 간신히 갚아내고 있던 어느 날, 연서 대필을 한 것이 문제가 되어, 사태수습을 위해 나간 자리에서 까칠하고 깔끔 떨고 음식 귀한 줄 모르는 온실 속 화초 같은 서생 하나를 만나게 된다. 그 서생의 정체를 꿈에도 모른채 악연으로 엮이게 되고, 위기에서 벗어났다 싶을 때 어디론가 끌려가는데.. 여기가 어디냐 묻는 그녀에게 구석에서 칼을 갈던 영감이 답한다. “어디긴 어디야 사내를 고자 만드는 데지!” 내시라니! 고자라니! 난 그게 없는데!!!! 홍라온은 큰위기를 맞게된다!!
- 진영: 김윤성 역(아역: 이효제)

19세. 귀티, 기품, 박식, 여유, 한 마디로 고급진 명문가 자제다움의 끝판 왕. 다만 너무 아쉬울 게 없는 인생이 늘 아쉬웠다. 왕 위의 왕. 조선의 무소불위 권력가 김헌의 하나뿐인 귀한 친손자. 일찍 부모를 여의고 냉정한 할아버지 밑에서 무엇이든 완벽하게 해내고, 매사 빈틈을 보여선 안 되는 아이로 자라났다. 그래도 열아홉 사내의 호기심은 있는 법, 은밀히 기방을 출입하는 일이 잦았지만, 어떤 기녀에게도 따뜻한 눈길 한번이 없다. 다만, 기생의 벗은 몸을 화선지에 담는 것만 몰두 하고 사라진다 하여 붙여진 별명이 ‘온무파탈’ (溫無破奪 - 따뜻함은 없지만 여자의 마음을 깨뜨리고 빼앗는다.) 하지만 그런 윤성을 속절없이 무장해제 시키는 녀석이 나타났다. 여인을 품어보진 않았지만 여인의 몸이라면 눈을 감고도 찾아낼 수 있는 내 앞에서 감히 깜찍하게 사내인 척 농지거리를 하다니. 헌데 이 대책 없는 여인이 남장도 모자라 내시복을 입고 떡하니 입궐해 있다. 처음엔 그저 호기심에 다가갔고, 그저 궁금하고 재밌다 싶어 지켜봤던 여인. 하지만 어느새 윤성은 내관 행세를 하는 여인, 라온을 사랑하게 되는데..
- 채수빈: 조하연 역

18세. 예조판서 조만형의 딸로 눈처럼 하얀 피부와 붉은 입술, 칠흑같이 검은 머리에 얼음장처럼 냉정하고 도도한 성격까지 더해져 뭇사내들에게 ‘백설 낭자’라 불린다. 풍등제가 열리는 날 우연히 거리에서 영을 보게 되고 한 눈에 반한 후, 그가 세자라는 사실을 알게 된다. 안동김씨 가문과 함께 조선 당대 최고 명문가인 풍양조씨 가문의 규수. 시대를 뛰어넘은 신여성이자, 사랑 앞에서 더 당당해지는 그녀. 하지만 세자의 관심이 오로지 라온에게 향해 있다는 것을 알고부터 살아오면서 단 한 번도 느껴보지 못한 열패감과 수치심이 하연을 휘감고 이제 그녀는 스스로도 자신이 무슨 짓을 할지 몰라 두렵다.
- 곽동연: 김병연 역(아역: 노강민)

19세. 동궁전의 별감이자 영의 죽마고우. 영이 유일하게 속내를 털어 놓는 상대로 늘 가장 가까운 곳에서 영을 지킨다. 몸으로 하는 모든 것에 능하다. 힘세고, 빠르고, 잘 막고, 잘 피한다. 던지는 건 뭐든 백발백중인 명사수에, 검으로는 조선 최고 실력자! 특히 그의 검술은 정확하고 빠른 걸 넘어, 매끈하고 아름답기가 마치 잘 만들어진 검무를 보는 것 같다하여 별감들에게는 선망의 대상이며, 훈훈한 외모에 늘 삿갓을 쓰고 다니는 그를 궁녀들은 갓을 썼을 때 제일 멋있다 하여 ‘갓병연’이라 부른다. 어느 날인가부터 영과 그의 사이에, 불쑥 들어온 아이 라온. 김형 김형 하며 쫓아다니는 녀석이 귀찮기도 했지만 자현당에서 함께 숙식을 하며 의형제처럼 가까워진다. 하지만 병연에게도 남모르게 숨겨둔 비밀이 있었으니... 어디서든 누군가의 정치적인 목적으로 위협받을지 모르는 세자라는 자리, 누구도 완전히 믿어서는 안 되는 영이 그 쓸쓸함과 두려움을 내보이는 유일한 사람이 자신인데.. 하여 병연은 늘 영의 가까이에 있어 행복했고, 행복한 만큼 괴로웠다.

### 궁궐
- 김승수: 왕 역

40대 초반. 조선 제23대 국왕으로, 이영의 아버지. 결단력이 부족한 무기력한 왕으로 너무 어린 나이에 왕이 된 탓에 대비의 수렴청정과 외척의 등쌀에 유약한 군주가 되고 말았다. 세도정치에 대항하기 위해 애를 썼으나 홍경래의 난이 터졌고, 난을 진압했던 김헌 일파에게 모든 권력을 이양한 후로 조선의 미래를 세자인 영에게 걸며 자신이 더 나약해지기 전에 모든 권리를 영에게 맡기기 위해 필사적으로 신하들과 싸운다.
- 전미선: 숙의박씨 역(특별 출연)

30대 후반. 순조의 후궁. 영은옹주의 어머니. 왕의 유일한 후궁이자 영은옹주의 어미로 아름답고 단정한 외모와 다정한 성격으로 무력감에 빠져 있는 왕을 따뜻하게 감싸주었다. 뿐만 아니라 영에게는 죽은 생모를 대신해 친아들 이상으로 사랑을 쏟았고, 영 역시 그런 숙의를 친어머니처럼 모시고 의지한다.
- 정혜성: 명은공주 역

17세. 순조의 장녀, 이영의 여동생. 영의 여동생으로 뽀얀 피부와 오밀조밀한 이목구비가 꽤 예쁘지만 살집에 묻혀 빛을 보지 못하는 안타까운 사연을 지녔다. 연서를 대필하던 라온을 사이에 두고 정덕호와 연서를 주고 받다가 서로간의 오해로 연서가 끊기고, 상사병에 눈물짓던 중 그 연서를 대필한 이가 홍라온임을 알게 된다.
- 허정은: 영은옹주 역

9세. 순조의 차녀, 이영의 여동생. 왕과 숙의 박씨 사이에서 태어난 옹주. 7살 되던 해, 김헌과 영의 생모인 전 중전 사이의 비극을 목도하고는 정신적인 충격을 입어 그 뒤로 말과 웃음을 잃은 채 지내 왔다.
- 정유민: 월희 역

20대 초반. 명은공주의 시중을 드는 나인.

### 김씨 가문
- 천호진: 김헌 역

60대. 부원군. 영의정. 중전 김씨의 아버지이자 김윤성의 할아버지로 조선을 쥐락펴락하는 세도가 김씨 세력의 수장이다. 온화한 미소 속에 칼을 감추고 있으며 그 칼을 뽑아 휘두르는 때에도 절대 제 손에는 피를 묻히는 법이 없다. 그의 한 마디면 역모의 죄라도 뒤집어 쓸 준비가 되어 있는 자들이 주위에 널렸기에. 그렇게 왕위의 왕으로 살아가며 유일한 손자인 윤성에게 이 영광스런 자리를 물려줄 날만 기다리고 있는데, 반푼이 세자라 우습게 봤던 영이 본색을 드러내며 그를 위협하기 시작한다. 백성의 희망? 새로운 정치? 뜬 구름 잡는 소리나 하는 애송이 하나쯤은 얼마든지 밟아 줄 수 있다 자신하였는데 시간이 지날수록 영의 공세가 심상치 않고. 이제 웃음기를 지운 김헌이 제대로 영을 상대하기 시작한다.
- 한수연: 중전 김씨 역

25세. 순조의 계비, 영의 생모가 죽고, 김헌이 세운 두 번째 중전. 교태가 뚝뚝 묻어나는 외모에 똑똑 하고 눈치가 빨라, 성정이 유약하고 몸이 쇠약한 왕을 제 손아귀에 쥐고 산다. 예의바른 척 하며 다섯 살 위 애미를 버러지보듯 무시하는 영이 그녀에겐 눈엣가시다. 대군을 낳은 뒤 영을 폐하고, 세자 자리에 올려놓는 것이 지상 목표다.
- 박철민: 김의교(김이교) 역

40대. 이조판서. 김헌 일파.
- 방중현: 김근교 역

40대. 호조판서. 김헌의 조카.

### 조씨 가문
- 이대연: 조만형 역

50대. 예조 판서. 하연의 아버지. 안동김씨가 득세한 조정에서 몸을 낮추고 그 누구의 편도 들지 않은 채 상황을 관망하고 있다. 김헌으로부터 그의 손자 윤성과 자신의 딸 하연을 혼례 시키자는 제안을 받고 고민 중에, 왕 역시 하연을 세자빈으로 삼겠다는 의중을 내비치고... 안전하게 김헌과 손을 잡을지, 아니면 왕과 함께 그 세력에 맞서 볼지 고민한다.

### 내시부
- 장광: 한상익 역

60대. 내시부의 카리스마 넘치는 수장. 관원 전체를 감독·통솔하는 내시부사의 임무를 수행하고 있다.
- 이준혁: 장내관 역

20대 중반. 동궁전 상제 내관. 진득한 인내력과 강인한 체력, 긍정적인 성격까지! 내관의 덕목을 고루 갖추고, 동궁전 살림을 똑 소리 나게 꾸려 나가는 그는, 까탈스런 세자의 등쌀에도 불구, 빡세기로 유명한 동궁전 최장 근무 기간 기록을 보유하고 있는 인물이기도 하다.
- 태항호: 도기 역

10대 후반. 라온과 같은 소환으로 17세의 나이지만, 30대 내관도 처음 보면 나으리! 소리가 나올 만큼 지독한 노안이다. 의약 처방과 시약(施藥)에 관한 일을 맡아하는 상약 내관의 밑에서 일을 배우고 있다. 라온, 성열과 함께 매번 불통을 받다 친해져 불통파로 통한다.
- 오의식: 성열 역

20대 초반. 소환. 도기, 라온과 함께 불통파. 웃음내시가 되는 것이 꿈이다. 자신의 몸짓과 재롱에 빵 터진 세자마마의 목젖을 언젠가 보게 될 그 날을 위해 늦은 밤까지 만담과 아재 개그를 연마하느라 바쁘다.
- 조희봉: 성내관 역

30대 후반. 타고난 고자로 전 상선의 양자로 들어와 내시가 되었다. 중궁전의 설리로, 내반원의 실세이자 중전, 김헌의 오른팔 노릇을 하며 더러운 일들을 도맡아 처리한다.
- 최대철: 마종자 역

20대 중반. 소환들을 관리한다. 깐깐하고 집요하며, 융통성이라곤 약에 쓸래도 없다. 싸늘한 포커페이스로 소환들의 공공의 적, 개종자라 불린다.

### 그 외 인물들
- 안내상: 정약용 역

50대 중반. 조선 말기의 실학자. 늘 남들과 한 끗이 다른 시선으로 세상을 바라보고, 한 발 앞선 시대를 꿈꾼다. 천재적인 두뇌를 바탕으로 한 방대하고도 깊은 학식과 통찰력을 지닌 호인으로 라온의 생명의 은인이다. 유배 중 홍경래의 난이 일어났고, 산에 버려져 죽어가던 라온을 구해 친할아버지처럼 아끼며 돌봐주었다. 훗날 대리청정을 하는 영에게 훌륭한 스승이 되어줌과 동시에 다시 만난 라온을 번번이 위험에서 구해주는 든든한 조력자가 된다.
- 김철기: 장기백 역

40대. 백운회의 일원. 강인한 체력과 무술실력, 통솔력을 갖춘 리더. 그들이 꿈꾸는 세상에 왕따위는 필요 없다고 믿으며, 홍경래의 유지를 받들어 혁명 세상을 이루기를 계획한다.
- 안세하: 정덕호(정 도령) 역
- 정해균: 홍경래 역 - 홍라온의 아버지
- 강기둥: 달봉이 역
- 장준녕: 우두머리 역
- 윤병희: 칠성 역
- 차주영: 애심이 역
- 강주은: 풍등 판매 꼬마 역
- 김익태: 김익순 역 - 김병연의 할아버지
- 이채경: 김상궁 역
- 윤종원: 백운회 역
- 김진이: 임신한 궁녀 역
- 최나무: 규수 역
- 김병철
- 이규섭
- 전헌태
- 안수호
- 함진성: 사내 역
- 최남욱
- 옥주리
- 리민
- 박성균
- 한가림
- 이정성
- 정동규
- 문수종
- 김현
- 김종구
- 김기천
- 이현걸
- 차순형
- 민정섭
- 정강희
- 금광산

### 특별출연
- 차태현: 머슴 역(1회)
- 조여정: 아씨 역(1회)
- 정이랑: 국밥 주모(욕쟁이 할매) 역(1회)
- 이문식: 엄공 역(1회)
- 김여진: 김소사 역 - 홍라온의 어머니(5회, 11회, 12회, 14회, 15회, 16회)
- 정석용: 꼭두쇠 역(1회, 8회)
- 서정연: 중전 윤씨 역 - 이영의 어머니(2회, 18회)
- 오승명: 목태감 역(6회) - 청나라 사신
- 송영재: 청나라 사신 부사 역(6회)
- 윤주상: 영원의 띠 파는 노인 역(8회)
- 김보미: 상궁 역(9회)
- 김슬기: 남장 내시 역(18회)

## 프로덕션

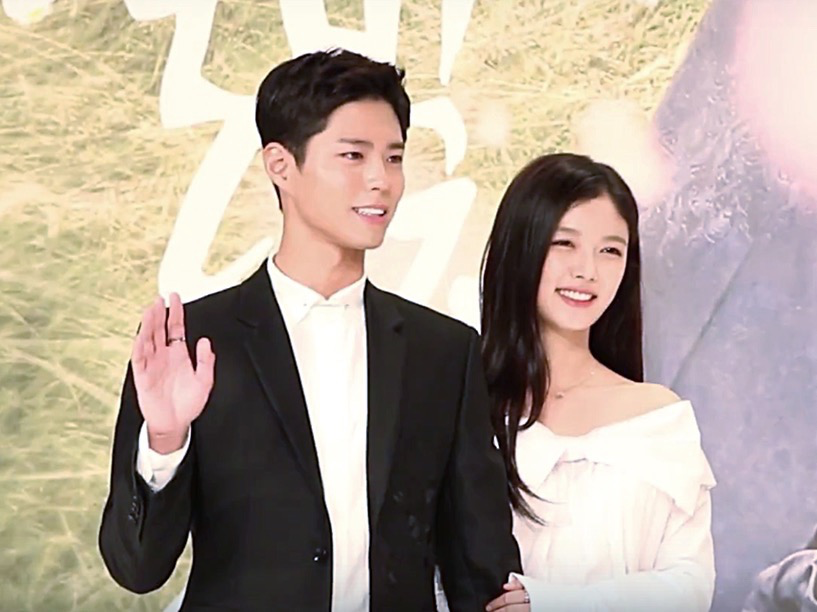
2016년 8월, 제작발표회에서 박보검, 김유정

2015년 12월, KBS 드라마본부는, 소설가 윤이수가 집필하고 네이버를 통해서 인기리에 연재된 동명의 웹소설을 원작으로 한 드라마를 KBS미디어와 손잡고 제작을 본격화하여 미니시리즈로 2016년 하반기 방영할 예정이라고 발표하였다. 2016년 3월 박보검이 ‘츤데레’ 왕세자  이영 역할에 캐스팅 된 것에 이어 김유정이 남장 내시 홍라온 역할에 캐스팅 되며 남녀주인공을 확정 지었다. 여주인공 홍라온 역에는 김지원, 설현, 김고은이 캐스팅 거론 중이라는 보도가 나오기도 했다. 2016년 5월 26일, 서울 여의도 KBS에는 제작진과 주요 배우들이 처음으로 한자리에 모여 첫 대본리딩을 진행했다. 2016년 상반기에 선풍적인 인기를 끌며 종영한 드라마 《태양의 후예》의 백상훈 PD가 공동연출, 김시형 촬영감독, ‘개미’라는 예명의 강동윤 음악감독이 합류하였다.
구르미 그린 달빛은, 방송 분량이 평소보다 18부작으로 일찌감치 빨리 끝났다. 이는 당초 20부작으로 8월 15일부터 방영할 예정이였으나, 8월 6일부터 22일까지 진행된 2016 브라질 리우데자네이루 올림픽 중계방송 관계로, 예정일보다 1주일 늦은 8월 22일부터 방영을 개시하였다.
2016년 9월 8일, 한 매체에서 방송 분량이, 기존 18회인 ‘구르미 그린 달빛’이 20%를 웃도는 압도적인 시청률로 인해 2회 추가 연장을 확정했다고 보도했다. 하지만 강병택 CP는 “연장을 논의 중인 건, 사실이지만, 아직 확정된 바 없다.”라고 해명했다.
2016년 9월 23일, KBS 드라마본부는 “‘구르미 그린 달빛’이 5회에서 수도권 시청률 20%를 넘고, 7회에서 전국 시청률도 20%를 넘어서며 선풍적인 인기를 얻으며 큰 호응을 받아, 추가 연장을 검토했지만, 드라마 자체의 제작 상황과 작품의 완성도 때문에 추가 연장을 하는 대신, 후속 작품 편성 기획 문제에 기인하여, 18부작으로 빨리 끝났다.”라고 해명했다. 100% 사전 제작으로 기획한 드라마 '화랑'은 두 달 뒤인 12월 19일에 방영하게 된다.

## 홍보

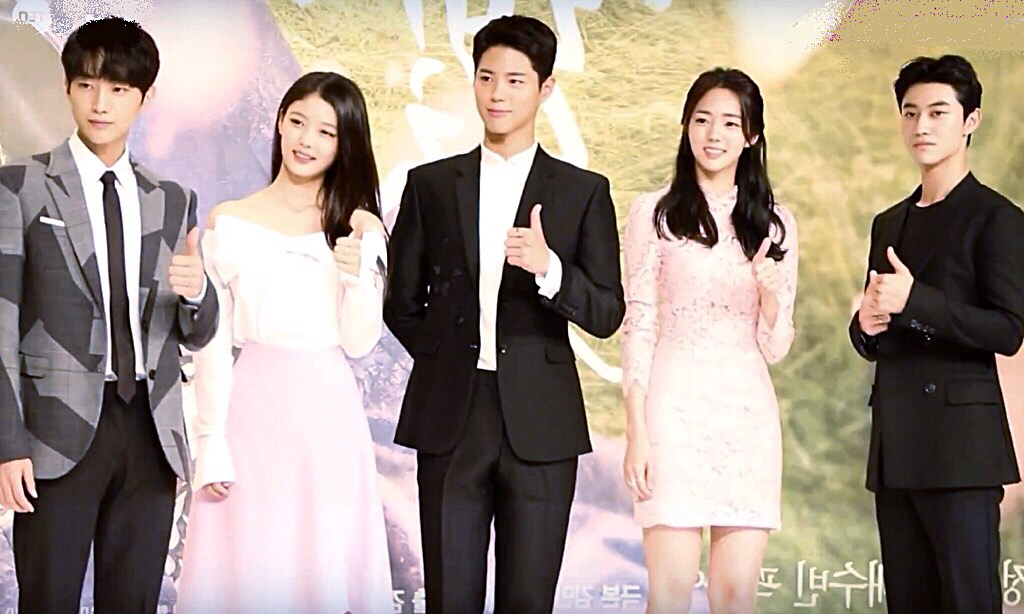
(왼쪽부터) 2016년 8월, 제작발표회에서 진영, 김유정, 박보검, 채수빈, 곽동연

2016년 7월, ‘구르미 그린 달빛’ 제작진은 첫 방송을 시작하기 전 선글라스를 끼고 세자 복장을 한 채 춤을 추는 박보검의 모습이 담긴 첫 티저 영상을 공개했다. 이는 앞서 서울 광화문 앞에서 박보검이 궁 내관 옷을 입은 배우 이준혁을 비롯해 댄서들과 함께 제시 마타도르의 'Bamba'에 맞춰 막춤을 추며 벌어진 깜짝 이벤트로 티저 영상 촬영차 진행된 영상이다. 능청스러운 표정과 함께 춤을 추는 박보검의 모습은 단숨에 화제를 불러 일으키며 유튜브, 페이스북, 네이버 캐스트 등에서 합산 2,500만 이상의 조회수를 기록하는 등 폭발적인 반응을 얻었다.
2016년 8월 18일, 오후 서울 영등포구 타임스퀘어 아모리스홀에서 제작발표회가 열렸고 김성윤 감독을 포함한 배우 박보검, 김유정, 진영, 채수빈, 곽동연이 참석해 포토타임 및 간담회를 진행하였다. KBS 드라마본부의 정성효 국장은 “KBS의 하반기 기대작이다. 방영 전부터 과분할 정도로 많은 기대를 받고 있어서 어깨가 무겁고 긴장된다.”에 이어 “KBS가 사극의 명가이자 청춘드라마의 산실이다. ‘구르미 그린 달빛’은 청춘 드라마이면서 사극인 ‘청춘 사극’ 표방을 표방한다. 매력적인 젊은 배우들, 중견 배우들과 함께 재밌고 감동적인 작품 만들기 위해 노력하고 있다.”라고 작품을 소개했다. 김성윤 PD는 “예쁘고 잘생긴 친구들이 아기자기한 로맨스를 그려갈 수 있을 거라는 생각으로 슬픈 로맨스에 연출 포인트를 뒀고, 처음 원작을 봤을 때 이렇게 인기가 많은 지 몰랐다.”라고 말하며 “‘남장여자’라는 설정이 지금 트렌드와 맞을지 생각했는데 캐릭터 변주를 주면 해볼만 하겠다라고 생각했다. 이영 캐릭터가 예민한 냉미남으로 설정되어 있던 것을 트렌드에 맞게 로코를 얹어 츤데레 캐릭터로 만들었다. 박보검이 소화를 아주 잘 해줬다.”라고 말했다.

## 인기
‘구르미 그린 달빛’ 은 CJ ENM과 닐슨코리아가 발표한 콘텐츠파워지수 6주 1위(5주 연속 1위), TV 화제성 분석 기관 굿데이터코퍼레이션에서 발표한 드라마 화제성 조사에서 7주 연속 1위를 차지했고, 이 기관의 TV출연자 화제성 지수 조사에서 박보검은 9주 연속 1위라는 대기록을 달성하였다. 한국기업평판연구소가 발표한 드라마 브랜드평판 조사에서 9월, 10월 2개월 연속 1위를 기록했다.
박보검은 드라마배우 브랜드평판지수 순위에서 2개월 연속 1위를 차지했다. 한국갤럽에서 조사한 ‘한국인이 좋아하는 TV프로그램’ 결과에 MBC 《무한도전》에 이어 9월, 10월 연속 2위를 기록했다. 또한, 박보검은 2017년 1월 26일 TV화제성 분석 기관 굿데이터코퍼레이션에서 발표한 2016년 하반기(2016년 7월 4일부터 12월 31일 조사) TV출연자 결산 집계 결과 ‘TV화제성 출연자 부문’ 통합부문 1위에 올랐다.

## 해외 방송
이 드라마는 2016년 8월 23일부터 매주 화요일과 수요일 21시 50분(KST)에 대한민국에서 본방송이 송출된 후 24시간 내에 한글 자막 처리가 되어 KBS 월드 채널을 통해 전 세계에 방영되었다. 또한, 국제적으로 글로벌 동영상 플랫폼 드라마피버(DramaFever)와 비키(Viki.com), 훌루(hulu.com)를 통해 미주 지역(남아메리카, 북아메리카)을 포함한 유럽 지역에 방영되고 있다.
- 중국: 망고 TV[50]
- 태국: 채널 8[51]
- 싱가포르: ViuTV[52]
- 말레이시아: ViuTV, 8TV[53]
- 홍콩: ViuTV, Now TV
- 베트남: HTV2[54]
- 중화민국: KKTV,[55] 비디오랜드 드라마[56]
- 일본: KNTV[57]
- 인도네시아: Indosiar[58]
- 필리핀: ABS-CBN[59]

## 추가 편성
| 방영 채널 | 방영 목록                        | 방영 기간                       | 방영 시간                           | 비고                                              |
| --------- | -------------------------------- | ------------------------------- | ----------------------------------- | ------------------------------------------------- |
| KBS 2TV   | 1·2회 특별판                     | 2016년 8월 29일                 | 월요일 밤 21시 00분~21시 50분       | 1~2화 압축판                                      |
| KBS 2TV   | 한가위 스페셜 특별판 1·2부       | 2016년 9월 16일                 | 금요일 낮 11시 40분~13시 40분       | 1~8화 압축판 및 비하인드, NG 컷                   |
| KBS 2TV   | 구르미 그린 달빛: 별전           | 2016년 10월 18일                | 화요일 밤 11시 10분~12시 30분       | 촬영장 비하인드 스토리, 배우들이 직접 뽑은 명장면 |
| KBS 2TV   | 추석특선 앙코르 구르미 그린 달빛 | 2017년 10월 1일~2017년 10월 9일 | 일요일~월요일 낮 12시 5분~14시 05분 | 1~18화 (매일 2회분씩 전편 연속 방영)              |

## 제작진
- 기획: 정성효 (KBS 드라마본부)
- 책임프로듀서: 강병택 (KBS 드라마운영팀)
- 프로듀서: 윤재혁
- 제작: 이재길
- 제작총괄: 유상원
- 연출: 김성윤, 백상훈
- 조연출: 강수연, 이서재준, 오효정
- 각본: 김민정, 임예진
- 보조작가: 장영은, 서현경
- 역사자문: 조경란
- 원작: 네이버웹소설 <구르미 그린 달빛>[64]
- 원안작가: 윤이수
- 음악: 개미[65]
- 음악효과: 고성필
- 레코딩 슈퍼바이저: 구자훈 at 매드피쉬
- 사운드마스터링: 황현식
- 사운드디자인: 서홍식
- 음향효과: 박종천, 배윤영, 임소연
- 촬영: 김시형, 이민웅
- 조명: 유철, 제갈석철
- 동시녹음A: 김영중, 모정훈, 장윤훈
- 동시녹음B: 우민식, 조성덕, 김학준
- OST제작: 오우엔터테인먼트 (벅스뮤직)
- 편집: 이동현, 장수남
- 미술제작: [(주) KBS 아트비전]
- 미술총괄: 이철웅
- 무술: [서울액션스쿨] 강영묵
- 무술지도: 서지오
- 특수효과: [몬스터] 최병진, 손기동, 신희경, 김윤현, 예종희
- 안무: [안무하다] 윤미영
- 장식디자인: 이정민, 윤현호, 유연주
- 장식소품: 조광휘, 이현준, 김일태, 이선국, 장현우
- 소품제작: 윤홍철
- 의상디자인: [앤틱코리아] 이진희
- 분장/미용: [JM] 박진아
- 특수분장: [CELL] 황호균
- 세트제작: [(주)아트인]
- 세트총괄: 송종태
- 특수영상: [매버릭] 이경용, 배진호, 하상훈, 안성호, 김진수, 서상천, 정유빈, 최진식, 김다슬, 김예영
- 타이틀제작: [키맥] 박상권, 우정연
- KBS홍보: 이병기, 김규량
- SNS홍보: 허정, 신봉승
- 드라마홍보: [블리스미디어] 김호은, 김호빈, 김해리
- 마케팅자문: [이슈팩커] 박기홍
- 광고디자인: [빛나는] 박시영, 안대호, 김병훈, 이수정, 이창주
- 포스터촬영: 이승희
- 스틸/메이킹: [리미티드엑스] 김재만, 홍성웅, 오태경, 김진현
- 캘리그래피: 오지수
- KBS온라인홍보: KBS 미디어
- 콘텐츠기획: 차유미
- 웹디자인: 이재화
- 웹퍼블리싱: 송민아
- 웹운영: 김상아
- 해외마케팅총괄: 박인수
- 국내마케팅총괄: 김성임, 박승규
- 대본인쇄: [슈퍼북] 한동민
- 제작사: KBS 미디어, 구르미그린달빛 문전사

## 시청률
최저 시청률과 최고 시청률은 시청률 조사회사와 지역별로 시청률에 차이가 있을 수 있습니다.
| 2016년      | 2016년      | 2016년                                | 2016년         | 2016년       | 2016년         | 2016년       |
| 회차        | 방송일      | 부제(서브 타이틀)                     | TNmS 시청률    | TNmS 시청률  | AGB 시청률     | AGB 시청률   |
| 회차        | 방송일      | 부제(서브 타이틀)                     | 대한민국(전국) | 서울(수도권) | 대한민국(전국) | 서울(수도권) |
| ----------- | ----------- | ------------------------------------- | -------------- | ------------ | -------------- | ------------ |
| 제1회       | 8월 22일    | 달빛 인연                             | 8.7%           | 10.0%        | 8.3%           | 9.0%         |
| 제2회       | 8월 23일    | 너에게로 통(通)하는 길                | 9.3%           | 10.4%        | 8.5%           | 8.8%         |
| 제3회       | 8월 29일    | 후아유 (後我有) - 너의 뒤에 내가 있다 | 15.5%          | 17.9%        | 16.0%          | 17.2%        |
| 제4회       | 8월 30일    | 연극이 끝나고 난 뒤                   | 17.1%          | 18.8%        | 16.4%          | 16.5%        |
| 제5회       | 9월 5일     | 소원을 말해봐                         | 16.9%          | 19.3%        | 19.3%          | 20.0%        |
| 제6회       | 9월 6일     | 말할 수 없는 비밀이 말하고 싶어질 때  | 17.9%          | 21.0%        | 18.8%          | 18.9%        |
| 제7회       | 9월 12일    | 고백                                  | 18.4%          | 22.0%        | 20.4%          | 20.9%        |
| 제8회       | 9월 13일    | 잘 알지도 못하면서                    | 16.7%          | 19.8%        | 19.7%          | 20.6%        |
| 제9회       | 9월 19일    | 마음의 빗장이 열리는 순간             | 17.9%          | 20.5%        | 21.3%          | 22.4%        |
| 제10회      | 9월 20일    | 동화처럼                              | 16.2%          | 18.6%        | 19.6%          | 20.2%        |
| 제11회      | 9월 26일    | 약조 (約條)                           | 18.6%          | 20.6%        | 20.7%          | 20.6%        |
| 제12회      | 9월 27일    | 믿음은 그대로 운명이 된다             | 18.6%          | 21.1%        | 20.1%          | 19.9%        |
| 제13회      | 10월 3일    | 다정하게, 안녕히                      | 16.4%          | 19.2%        | 18.5%          | 18.8%        |
| 제14회      | 10월 4일    | 안갯길                                | 17.5%          | 20.1%        | 18.7%          | 19.4%        |
| 제15회      | 10월 10일   | 그 모든 진짜같던 거짓말               | 16.9%          | 18.8%        | 17.9%          | 18.5%        |
| 제16회      | 10월 11일   | 당신이 꿈꾸는 세상                    | 17.8%          | 20.3%        | 18.8%          | 18.8%        |
| 제17회      | 10월 17일   | 시작을 위한 끝                        | 22.5%          | 24.8%        | 23.3%          | 23.6%        |
| 제18회      | 10월 18일   | 구름이 그린 달빛 (최종회)             | 21.6%          | 25.3%        | 22.9%          | 22.5%        |
| 평균 시청률 | 평균 시청률 | 평균 시청률                           | 16.9%          | 19.4%        | 18.3%          | 18.7%        |
|             |             |                                       |                |              |                |              |
| 스페셜      |             |                                       |                |              |                |              |
| 1           | 10월 18일   | 구르미 그린 달빛 별전                 | 8.4%           | 9.3%         | 8.9%           | 9.4%         |

## 사운드 트랙
다음은 오리지널 사운드트랙(OST) 싱글 앨범에 포함된 곡들이며, 정렬기준은 출시 순입니다.

### Part.1
| #            | 제목                                | 작사         | 작곡         | 재생 시간 |
| ------------ | ----------------------------------- | ------------ | ------------ | --------- |
| 1.           | 〈잠은 다 잤나봐요〉 (소유, 유승우) | 개미, yoda   | 개미, 김세진 | 3:41      |
| 2.           | 〈잠은 다 잤나봐요(Inst.)〉         | 개미, yoda   | 개미, 김세진 | 3:41      |
| 총 재생 시간 | 총 재생 시간                        | 총 재생 시간 | 총 재생 시간 | 7:22      |

### Part.2
| #            | 제목                           | 작사         | 작곡         | 재생 시간 |
| ------------ | ------------------------------ | ------------ | ------------ | --------- |
| 1.           | 〈마음을 삼킨다〉 (산들(B1A4)) | 개미, yoda   | 개미, 김세진 | 3:49      |
| 2.           | 〈마음을 삼킨다(Inst.)〉       | 개미, yoda   | 개미, 김세진 | 3:49      |
| 총 재생 시간 | 총 재생 시간                   | 총 재생 시간 | 총 재생 시간 | 7:38      |

### Part.3
| #            | 제목                        | 작사         | 작곡         | 재생 시간 |
| ------------ | --------------------------- | ------------ | ------------ | --------- |
| 1.           | 〈구르미 그린 달빛〉 (거미) | 개미         | 개미         | 4:00      |
| 2.           | 〈구르미 그린 달빛(Inst.)〉 | 개미         | 개미         | 4:00      |
| 총 재생 시간 | 총 재생 시간                | 총 재생 시간 | 총 재생 시간 | 8:00      |

### Part.4
| #            | 제목              | 작사         | 작곡         | 재생 시간 |
| ------------ | ----------------- | ------------ | ------------ | --------- |
| 1.           | 〈안갯길〉 (벤)   | 진영         | 진영         | 3:58      |
| 2.           | 〈안갯길(Inst.)〉 | 진영         | 진영         | 3:58      |
| 총 재생 시간 | 총 재생 시간      | 총 재생 시간 | 총 재생 시간 | 7:56      |

### Part.5
| #            | 제목                          | 작사         | 작곡         | 재생 시간 |
| ------------ | ----------------------------- | ------------ | ------------ | --------- |
| 1.           | 〈다정하게, 안녕히〉 (성시경) | 심현보       | 성시경       | 3:49      |
| 2.           | 〈다정하게, 안녕히(Inst.)〉   | 심현보       | 성시경       | 3:49      |
| 총 재생 시간 | 총 재생 시간                  | 총 재생 시간 | 총 재생 시간 | 7:38      |

### Part.6
| #            | 제목                | 작사            | 작곡                | 재생 시간 |
| ------------ | ------------------- | --------------- | ------------------- | --------- |
| 1.           | 〈녹는다〉 (케이윌) | earattack, 개미 | 마스터키, earattack | 4:10      |
| 2.           | 〈녹는다(Inst.)〉   | earattack, 개미 | 마스터키, earattack | 4:10      |
| 총 재생 시간 | 총 재생 시간        | 총 재생 시간    | 총 재생 시간        | 8:20      |

### Part.7
| #            | 제목                            | 작사               | 작곡                 | 재생 시간 |
| ------------ | ------------------------------- | ------------------ | -------------------- | --------- |
| 1.           | 〈별처럼 빛나는 사랑〉 (에디킴) | 개미, yoda, 태윤미 | 개미, 김세진, 에디킴 | 3:18      |
| 2.           | 〈별처럼 빛나는 사랑(Inst.)〉   | 개미, yoda, 태윤미 | 개미, 김세진, 에디킴 | 3:18      |
| 총 재생 시간 | 총 재생 시간                    | 총 재생 시간       | 총 재생 시간         | 6:36      |

### Part.8
| #            | 제목                                    | 작사         | 작곡         | 재생 시간 |
| ------------ | --------------------------------------- | ------------ | ------------ | --------- |
| 1.           | 〈그리워 그리워서 (라온Ver.)〉 (베이지) | 개미, 태윤미 | 개미         | 3:19      |
| 2.           | 〈그리워 그리워서(Inst.)〉              | 개미, 태윤미 | 개미         | 3:19      |
| 총 재생 시간 | 총 재생 시간                            | 총 재생 시간 | 총 재생 시간 | 6:38      |

### Part.9
| #            | 제목                      | 작사         | 작곡         | 재생 시간 |
| ------------ | ------------------------- | ------------ | ------------ | --------- |
| 1.           | 〈Love is Over〉 (백지영) | 개미         | 개미, 베이지 | 3:46      |
| 2.           | 〈Love is Over(Inst.)〉   | 개미         | 개미, 베이지 | 3:46      |
| 총 재생 시간 | 총 재생 시간              | 총 재생 시간 | 총 재생 시간 | 7:32      |

### Part.10
| #            | 제목            | 작사         | 작곡         | 재생 시간 |
| ------------ | --------------- | ------------ | ------------ | --------- |
| 1.           | 〈깍지〉 (이적) | 이적         | 이적         | 4:07      |
| 2.           | 〈깍지(Inst.)〉 | 이적         | 이적         | 4:07      |
| 총 재생 시간 | 총 재생 시간    | 총 재생 시간 | 총 재생 시간 | 8:14      |

### Part.11
| #            | 제목                 | 작사         | 작곡         | 재생 시간 |
| ------------ | -------------------- | ------------ | ------------ | --------- |
| 1.           | 〈내 사람〉 (박보검) | 개미         | 개미, 김세진 | 3:54      |
| 2.           | 〈내 사람(Inst.)〉   | 개미         | 개미, 김세진 | 3:54      |
| 총 재생 시간 | 총 재생 시간         | 총 재생 시간 | 총 재생 시간 | 7:08      |

### Part.12
| #            | 제목                                    | 작사         | 작곡         | 재생 시간 |
| ------------ | --------------------------------------- | ------------ | ------------ | --------- |
| 1.           | 〈그리워 그리워서 (이영Ver.)〉 (황치열) | 개미, 태윤미 | 개미         | 3:34      |
| 2.           | 〈그리워 그리워서(Inst.)〉              | 개미, 태윤미 | 개미         | 3:34      |
| 총 재생 시간 | 총 재생 시간                            | 총 재생 시간 | 총 재생 시간 | 6:68      |

### 두번째 달 Special BGM
| #            | 제목                               | 작사         | 작곡         | 재생 시간 |
| ------------ | ---------------------------------- | ------------ | ------------ | --------- |
| 1.           | 〈달빛이 흐른다〉 (두번째 달)      | 두번째 달    | 두번째 달    | 2:51      |
| 2.           | 〈별후광음(別後光陰)〉 (두번째 달) | 두번째 달    | 두번째 달    | 4:12      |
| 3.           | 〈내 손을 잡아요〉 (두번째 달)     | 두번째 달    | 두번째 달    | 3:04      |
| 총 재생 시간 | 총 재생 시간                       | 총 재생 시간 | 총 재생 시간 | 10:07     |

### 구르미 그린 달빛 OST Special
2016년 10월 28일에는 그 동안에 발매된 사운드 트랙을 묶은 〈구르미 그린 달빛 Special OST〉가 발매되었다.

#### Disc.1
| #   | 제목                                        | 작사               | 작곡                 | 재생 시간 |
| --- | ------------------------------------------- | ------------------ | -------------------- | --------- |
| 1.  | 〈잠은 다 잤나봐요〉 (소유, 유승우)         | 개미, yoda         | 개미, 김세진         | 3:40      |
| 2.  | 〈마음을 삼킨다〉 (산들(B1A4))              | 개미, yoda         | 개미, 김세진         | 3:49      |
| 3.  | 〈구르미 그린 달빛〉 (거미)                 | 개미               | 개미                 | 3:58      |
| 4.  | 〈안갯길〉 (벤)                             | 진영               | 진영                 | 3:58      |
| 5.  | 〈다정하게, 안녕히〉 (성시경)               | 심현보             | 성시경               | 3:49      |
| 6.  | 〈녹는다〉 (케이윌)                         | earattack, 개미    | 마스터키, earattack  | 4:09      |
| 7.  | 〈별처럼 빛나는 사랑〉 (에디킴)             | 개미, yoda, 태윤미 | 개미, 김세진, 에디킴 | 3:18      |
| 8.  | 〈그리워 그리워서 (라온Ver.)〉 (베이지)     | 개미, 태윤미       | 개미                 | 3:19      |
| 9.  | 〈Love is Over〉 (백지영)                   | 개미               | 개미, 베이지         | 3:43      |
| 10. | 〈깍지〉 (이적)                             | 이적               | 이적                 | 4:06      |
| 11. | 〈내 사람〉 (박보검)                        | 개미               | 개미, 김세진         | 3:53      |
| 12. | 〈그리워 그리워서 (이영Ver.)〉 (황치열)     | 개미, 태윤미       | 개미                 | 3:33      |
| 13. | 〈그리워 그리워서 (HUMMING Ver.)〉 (베이지) | 개미, 태윤미       | 개미                 | 3:29      |

#### Disc.2
| #   | 제목                                                               | 작사      | 작곡      | 재생 시간 |
| --- | ------------------------------------------------------------------ | --------- | --------- | --------- |
| 1.  | 〈달빛이 흐른다〉 (두번째 달)                                      | 두번째 달 | 두번째 달 | 2:51      |
| 2.  | 〈별후광음(別後光陰)〉 (두번째 달)                                 | 두번째 달 | 두번째 달 | 4:12      |
| 3.  | 〈내 손을 잡아요〉 (두번째 달)                                     | 두번째 달 | 두번째 달 | 3:04      |
| 4.  | 〈영의 왈츠〉 (Various Artists)                                    |           |           | 2:37      |
| 5.  | 〈불허한다〉 (Various Artists)                                     |           |           | 1:57      |
| 6.  | 〈그대와 내가 내리는 달빛 아래서 눈물을 흘릴때〉 (Various Artists) |           |           | 2:39      |
| 7.  | 〈라온의 노래〉 (Various Artists)                                  |           |           | 3:37      |
| 8.  | 〈월광〉 (Various Artists)                                         |           |           | 3:37      |
| 9.  | 〈바라만 봅니다. 그래도 행복합니다〉 (Various Artists)             |           |           | 2:44      |
| 10. | 〈저 구름 너머에 있는〉 (Various Artists)                          |           |           | 4:11      |
| 11. | 〈내 사람입니다〉 (Various Artists)                                |           |           | 3:19      |
| 12. | 〈아버지가 되어주십시오〉 (Various Artists)                        |           |           | 3:31      |
| 13. | 〈동무. 그리고 지금 우린...〉 (Various Artists)                    |           |           | 3:08      |
| 14. | 〈민란〉 (Various Artists)                                         |           |           | 2:07      |
| 15. | 〈연등 축제에서 우리 두 사람〉 (Various Artists)                   |           |           | 3:07      |
| 16. | 〈운명의 빛〉 (Various Artists)                                    |           |           | 2:37      |

## 관련 된 작품 및 상품

### 상품
2016년 9월, 극중 8회분에서 이영(박보검)과 홍라온(김유정)의 인연을 이어주는 팔찌로 등장하면서 연일 화제가 된 ‘영온팔찌’가 출시되어 온라인 마켓 G9·G마켓·옥션을 통해 단독 한정 예약판매를 시작했다. 이영-홍라온의 ‘영온팔찌’를 기획한 KBS미디어 관계자는 “팔찌가 방송된 이후 구매 문의가 쇄도해 판매용으로 기획, 제작하게 됐다. 드라마 인기가 높은 만큼 ‘영온팔찌’도 많은 사랑을 받기를 기대한다.”고 밝혔다.
2016년 10월에는, 이영(박보검)과 홍라온(김유정)의 총 24종으로 구성된 커플 이모티콘을 카카오톡 이모티콘샵을 통해 출시하였다. 이외에도 시청자의 성원에 힘입어 ‘구르미 그린 달빛’ 미공개 고화질 스틸컷과 친필 사인 등으로 구성된 포토 에세이 ‘구르미 그린 달빛 포토 에세이’를 제작해 2016년 10월 17일부터 예약판매를 시작했고, 예약판매만으로 예스24 10월 3주 종합 베스트셀러 순위 1위를 차지하기도 했다.

### 뮤지컬
2016년 9월 21일, ‘구르미 그린 달빛’의 뮤지컬 판권이 KBS미디어에 판매되었다고 보도 되었다. 이에 대해 KBS미디어 측은 “뮤지컬 판권을 구입한 게 맞다. 현재 뮤지컬 제작을 기획하는 단계”라고 밝히며, “KBS미디어가 드라마 제작사이기도 한 만큼 뮤지컬 판권 구입에 적극적으로 나서게 됐다”고 말했다.

## 시청률 공약 팬사인회

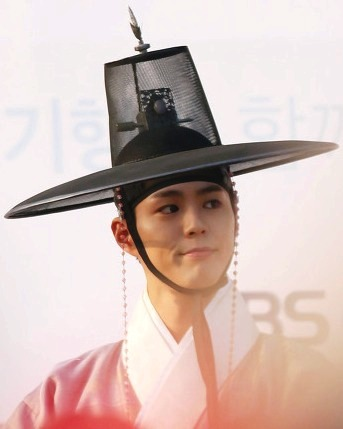
2016년 10월, 구르미 그린 달빛 팬싸인회에서 박보검

2016년 8월 28일 방송된 KBS 2TV 《연예가중계》 인터뷰에서 박보검은 “‘구르미 그린 달빛’ 시청률이 20%가 넘게 된다면, 우리 모두 한복을 입고 단체로 팬 사인회를 하는 게 어떨까”라는 제안을 하였고, 7회 만에 시청률 20%(닐슨코리아, 전국 기준)를 돌파하면서 뜨거운 사랑을 보내준 시청자들을 위해 팬 사인회를 기획했다. 하지만 주최 측은 사람이 많이 몰릴 경우 안전사고가 우려돼 팬 사인회 장소를 변경했다. 2016년 10월 10일, 제작진 측은 박보검, 김유정, 진영, 곽동연이 시청률 20% 공약 이행에 나서 SNS 응모로 선정된 200명의 팬들을 대상으로 추가 행사를 진행한다고 발표하였다.

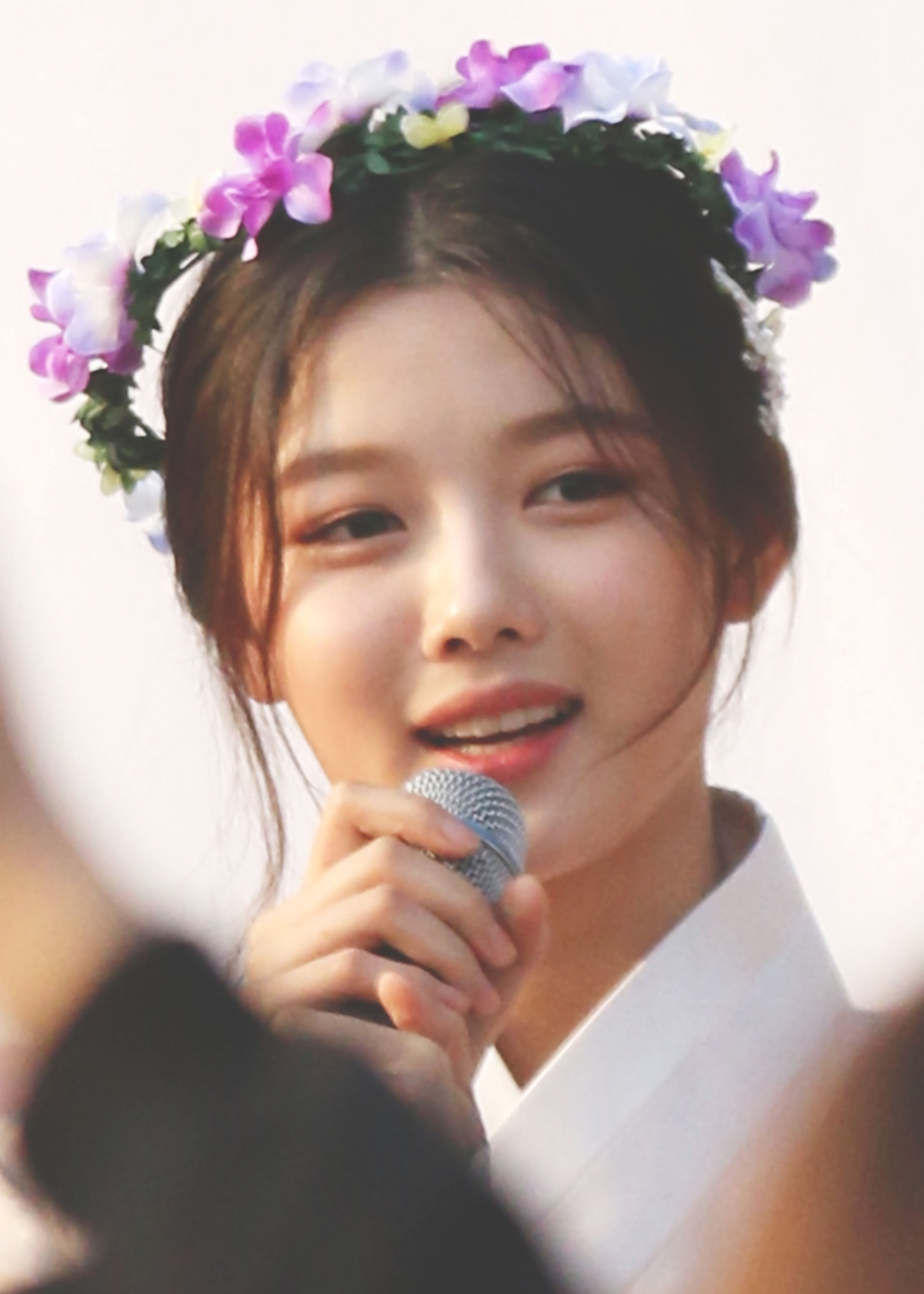
2016년 10월, 구르미 그린 달빛 팬싸인회에서 김유정

2016년 10월 19일, 이날 오전부터 배우들을 보려는 사람들로 들어차기 시작했고, 팬사인회가 예정된 오후 3시가 되자 약 5,000여 명이 모이면서 발 디딜 틈이 없을 정도로 많은 인파가 몰린 탓에 배우들이 입장하지 못하면서 30분이 지나도록 팬사인회가 시작되지 못했다. 또한 현장에는 혹시 모를 불상사를 방지하고자 경찰 외에도 30여명의 경호원이 배치됐다. 각국 관람객들도 발을 멈추고 이 진풍경을 바라보기도 했다. 결국 이 날 팬싸인회는 예정됐던 3시를 훌쩍 넘긴 3시 35분쯤 시작되어 약 50분간 진행되었다. 박보검은 “이렇게 시청률 20%를 돌파한 기념으로 공약을 이행할 수 있게 돼 정말 감사하고 영광이다. 이렇게 많이들 와주셔서 진심으로 감사드린다.”라고 말했고, 김유정은 “한분 한분 다 얼굴을 못 뵐 것 같아 죄송하지만 좋은 추억 만들고 갔으면 한다.”, 곽동연과 진영도 안전 사고가 나지 않도록 주의를 당부하면서 “바쁘신 와중에 찾아와주셔서 감사하다.”는 인사로 팬들의 뜨거운 환호에 화답했다.
한편 SNS에 '구르미 그린 달빛 팬사인회 생중계 사전안내'란 게시글을 게시했고, '사인회에 못 가게 된 분들의 마음을 달래드리기 위해'란 문구를 게시하며 이날 아쉽게 현장에 함께하지 못한 팬들을 위해 생중계를 하였다. 박보검 등 주인공 4인방이 도착하는 모습을 페이스북에서만 5,000명이 넘는 사람들이 지켜봤으며, 이후 동시 접속자 수가 9,000명을 돌파해 영상이 끊기는 해프닝이 생기기도 하였다.

## 수상 경력 및 후보
| 수상 및 후보 | 수상 및 후보                   | 수상 및 후보                | 수상 및 후보                                   | 수상 및 후보 |
| 연도         | 시상식                         | 부문                        | 수상자/작품                                    | 결과         |
| ------------ | ------------------------------ | --------------------------- | ---------------------------------------------- | ------------ |
| 2016         | 제5회 아시아태평양 스타 어워즈 | 남자 신인상                 | 박보검                                         | 수상         |
| 2016         | 제5회 아시아태평양 스타 어워즈 | 여자 신인상                 | 김유정                                         | 수상         |
| 2016         | 제9회 코리아 드라마 어워즈     | 우수연기상                  | 박보검                                         | 후보         |
| 2016         | 제1회 아시아 아티스트 어워즈   | 배우 부문 남자 인기상       | 박보검                                         | 후보         |
| 2016         | 제1회 아시아 아티스트 어워즈   | 배우 부문 여자 인기상       | 김유정                                         | 후보         |
| 2016         | 제1회 아시아 아티스트 어워즈   | AAA 아시아스타상            | 박보검                                         | 수상         |
| 2016         | 제1회 아시아 아티스트 어워즈   | 배우 부문 베스트 아이콘상   | 김유정                                         | 수상         |
| 2016         | 제1회 아시아 아티스트 어워즈   | AAA 베스트스타상(배우 부문) | 박보검                                         | 수상         |
| 2016         | 제1회 아시아 아티스트 어워즈   | 베스트 OST상                | 거미("구르미 그린 달빛") ※'태양의 후예'와 함께 | 수상         |
| 2016         | 2016 엠넷 아시안 뮤직 어워즈   | 베스트 OST                  | 거미("구르미 그린 달빛")                       | 후보         |
| 2016         | 제30회 KBS 연기대상            | 베스트 커플상               | 박보검, 김유정                                 | 수상         |
| 2016         | 제30회 KBS 연기대상            | 네티즌상                    | 박보검                                         | 수상         |
| 2016         | 제30회 KBS 연기대상            | 남자 최우수상               | 박보검                                         | 수상         |
| 2016         | 제30회 KBS 연기대상            | 중편드라마 부문 남자 우수상 | 박보검                                         | 후보         |
| 2016         | 제30회 KBS 연기대상            | 네티즌상                    | 김유정                                         | 후보         |
| 2016         | 제30회 KBS 연기대상            | 여자 최우수상               | 김유정                                         | 후보         |
| 2016         | 제30회 KBS 연기대상            | 중편드라마 부문 여자 우수상 | 김유정                                         | 수상         |
| 2016         | 제30회 KBS 연기대상            | 여자 신인상                 | 김유정                                         | 후보         |
| 2016         | 제30회 KBS 연기대상            | 중편드라마 부문 여자 우수상 | 채수빈                                         | 후보         |
| 2016         | 제30회 KBS 연기대상            | 남자 조연상                 | 이준혁                                         | 수상         |
| 2016         | 제30회 KBS 연기대상            | 여자 조연상                 | 정혜성                                         | 후보         |
| 2016         | 제30회 KBS 연기대상            | 남자 신인상                 | 곽동연                                         | 후보         |
| 2016         | 제30회 KBS 연기대상            | 남자 신인상                 | 진영                                           | 수상         |
| 2016         | 제30회 KBS 연기대상            | 네티즌상                    | 진영                                           | 후보         |
| 2016         | 제30회 KBS 연기대상            | 남자 청소년 연기상          | 정윤석(아이가 다섯과 함께)                     | 수상         |
| 2016         | 제30회 KBS 연기대상            | 여자 청소년 연기상          | 허정은(동네변호사 조들호, 오마이 금비와 함께)  | 수상         |
| 2017         | 제26회 하이원 서울가요대상     | OST상                       | 거미("구르미 그린 달빛") ※'태양의 후예'와 함께 | 수상         |
| 2017         | 제29회 한국PD대상              | 작품상 TV 드라마 부문       | 구르미 그린 달빛                               | 후보         |
| 2017         | 제5회 드라마피버 어워즈        | 베스트 사극 드라마          | 구르미 그린 달빛                               | 후보         |
| 2017         | 2017 휴스턴 국제영화제         | 대상(Platinum Remi)         | 구르미 그린 달빛                               | 수상         |
| 2017         | 제53회 백상예술대상            | TV부문 드라마 작품상        | 구르미 그린 달빛                               | 후보         |
| 2017         | 제53회 백상예술대상            | TV부문 남자 최우수연기상    | 박보검                                         | 후보         |
| 2017         | 제53회 백상예술대상            | TV부문 남자 인기상          | 박보검                                         | 수상         |
| 2017         | 제53회 백상예술대상            | TV부문 여자 인기상          | 김유정                                         | 수상         |
| 2017         | 제53회 백상예술대상            | TV부문 남자 신인연기상      | 진영                                           | 후보         |
| 2017         | 제53회 백상예술대상            | TV부문 남자 인기상          | 진영                                           | 후보         |
| 2017         | 제12회 서울 드라마 어워즈      | 한류 드라마 작품상 최우수상 | 구르미 그린 달빛                               | 수상         |
| 2017         | 제12회 서울 드라마 어워즈      | 한류 드라마 남자 연기자상   | 박보검                                         | 수상         |
| 2017         | 제10회 코리아 드라마 어워즈    | 작품상                      | 구르미 그린 달빛                               | 후보         |
| 2017         | 제10회 코리아 드라마 어워즈    | 프로듀서상                  | 김성윤                                         | 후보         |
| 2017         | 제10회 코리아 드라마 어워즈    | 작가상                      | 김민정                                         | 후보         |
| 2017         | 제10회 코리아 드라마 어워즈    | 남자 최우수연기상           | 박보검                                         | 후보         |
| 2017         | 제10회 코리아 드라마 어워즈    | 남자 신인상                 | 곽동연                                         | 후보         |
| 2017         | 제10회 코리아 드라마 어워즈    | 남자 신인상                 | 진영                                           | 후보         |
| 2017         | 2017 싱가포르 아시안 TV 어워즈 | 드라마 시리즈 부문 최우수상 | 구르미 그린 달빛                               | 수상         |

## 출판
| 책 이름                      | 저자                   | 출판사 | 출시일          | 국제 표준 도서 번호 | 비고    |
| ---------------------------- | ---------------------- | ------ | --------------- | ------------------- | ------- |
| 구르미 그린 달빛 포토 에세이 | 윤이수, 김민정, 임예진 | 열림원 | 2016년 11월 4일 | ISBN 9788970638003  | [ 110 ] |

## 동시간대 드라마
- MBC 월화드라마
  - 몬스터(2016년 3월 28일~2016년 9월 20일)
  - 캐리어를 끄는 여자(2016년 9월 26일~2016년 11월 15일)
- SBS 월화드라마
  - 닥터스(2016년 6월 20일~2016년 8월 23일)
  - 달의 연인 - 보보경심 려(2016년 8월 29일~2016년 11월 1일)